# Чернушка манто
Чернушка манто (Erebia manto) — вид дневных бабочек из семейства бархатниц.

## Описание
Размах крыльев — 35—40 мм. Узор крыльев самца и самки почти идентичен. Крылья тёмно-коричневого цвета. Вдоль внешнего края передних крыльев тянется ржаво-рыжая перевязь с чёрными пятнами. Обычно на передних крыльях есть по три пятна. Задние крылья почти без узора, только с чуть заметной перевязью с одним пятном.

## Ареал и местообитание
Вид населяет горные районы западной и центральной Европы. На Украине встречается в Карпатах на Черногорском и Мармарошском хребтах, а также Чивчины, на высотах 1200—2050 м.
Локальный вид — обитает на очень маленьких изолированных друг от друга участках площадью в несколько гектаров.
Встречается на субальпийских и альпийских лугах на высоте 1400—2050 метров над уровнем моря, иногда бабочек можно найти и ниже, на высоте от 840 метров над уровнем моря.

## Биология

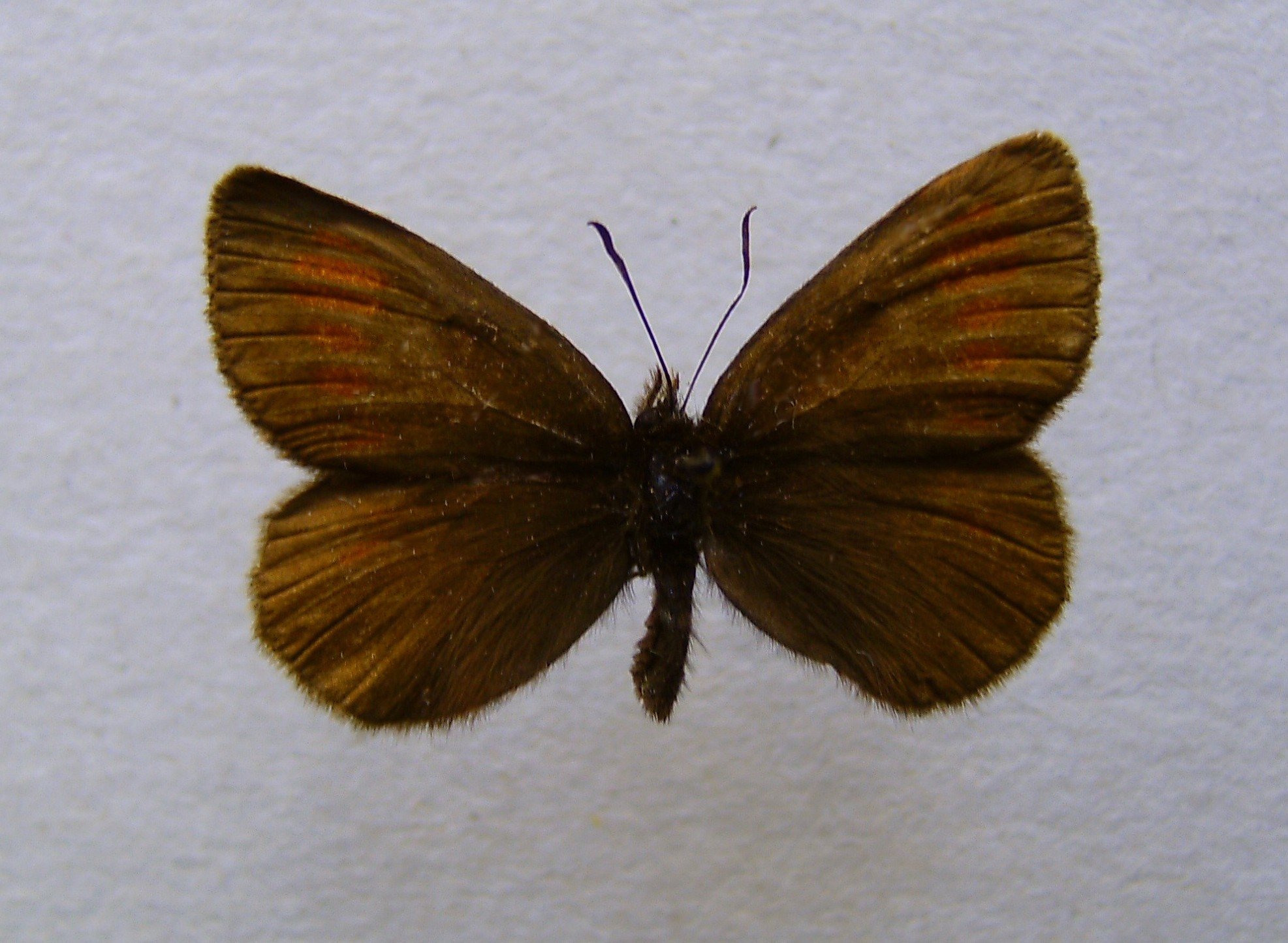
Самец

За год развивается в одном поколении, возможно развитие части популяции с двухлетним циклом, то есть гусеница зимует дважды. Лёт бабочек — с конца июля до начала сентября, летают только в солнечную погоду. Самки сбрасывают липкие яйца во время полёта над кормовым растением или садясь на него, развитие яиц длится около 20 дней. Гусеница питается днём на овсянице, особенно на овсянице красной. Окукливания происходит в июне-июле. Развитие куколки длится около 3—4 недель.

## Охрана
Занесена в Красную книгу Украины. Угрозу для вида на территории страны представляет нарушение структуры травяного покрова горных лугов вследствие чрезмерного выпаса скота и хозяйственной деятельности человека. Охраняется в Карпатском биосферном заповеднике и в региональном ландшафтном парке «Черемошский». Необходимо детально изучить особенности биологии вида. В местах пребывания вида целесообразно создание энтомологических заказников и лимитирование выпаса скота.